# Mignet Pou-du-Ciel

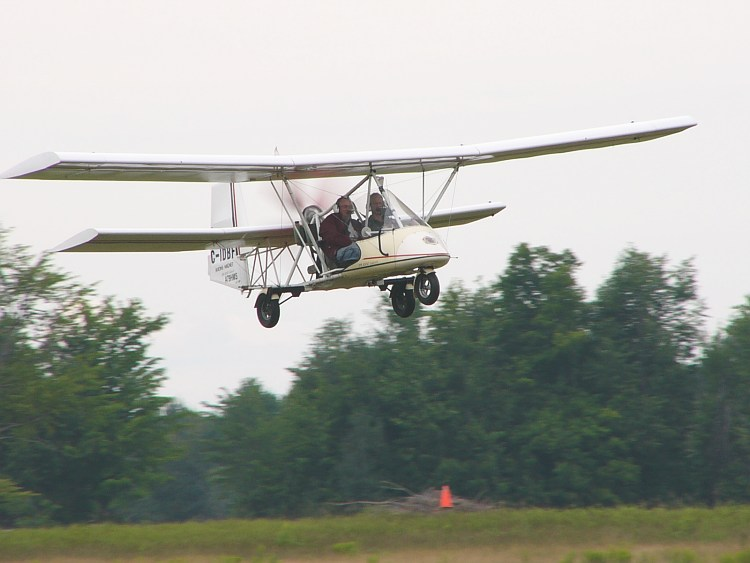
Pou-du-Ciel HM.1000 Balerit met duwpropeller in Ontario (2005)

De  Mignet Pou-du-Ciel, letterlijk vertaald luchtluis, is een ontwerp uit 1933 van Henri Mignet voor een licht eenmotorig zelfbouw sportvliegtuig. Ook in 2022 worden er door amateurs nog steeds Pou-du-Ciel toestellen gebouwd.

## Ontwerp en historie
Henri Mignet vloog in 1933 met een door hem zelf gebouwd exemplaar gemaakt van hout met een doekbespanning. Hij verkocht in de jaren hierna zijn boek met bouwtekeningen en bouwinstructies aan zelfbouwers. In de jaren 1930 werden er over de gehele wereld honderden Pou-du-Ciels gebouwd door particuliere zelfbouwers. 
Het ontwerp zelf was een tandemvleugel (twee vleugels achter elkaar) vliegtuig met een verticaal staartvlak daar direct achter geplaatst. De beweging om de dwarsas wordt geregeld door de invalshoek van de voorste vleugel te veranderen. Dit gebeurt door de stuurknuppel naar voren of achteren te bewegen. Het richtingroer (voor de draaiing om de topas) wordt bediend door de stuurknuppel naar links of rechts te bewegen. De Pou-du-Ciel heeft dus geen rolroeren en ook geen voetenstuur. Deze versimpelde besturing is sterk afwijkend van de meeste andere vliegtuigen. Mignets originele HM.14 model had een 500 cc motor van 17 pk.

## Veiligheid
Met het originele ontwerp hebben verschillende ongevallen, vaak met dodelijke afloop, plaatsgevonden omdat het toestel soms niet meer uit een duikvlucht wist te herstellen. Het ontwerp is later aangepast om dit probleem op te lossen. Ook leidde aanpassingen op eigen houtje van zelfbouwers vaak tot problemen. Het vliegtuig heeft hierdoor een tijd een slechte naam gehad en er werd op een gegeven moment zelfs een bouwverbod voor de Pou-du-Ciel ingesteld. In de loop der tijd heeft het vliegtuig echter bewezen veilig te zijn, mits goed en zorgvuldig gebouwd.

## Varianten
Er zijn honderden verschillende Pou-du-Ciel varianten gebouwd met allerlei verschillende motoren van 25-80 pk. Er zijn tweepersoons side-by-side varianten en varianten met een open of gesloten cockpit. 
Enkele voorbeelden zijn:
HM.18Model uit 1937, eenzitter met gesloten cockpit, 35 pk Mengin motor
HM.330 Cerisier en FleursModel uit 1954, tweezitter, gesloten cockpit.
HM.360Eenzitter uit 1957, gesloten cockpit, verbeterde vleugelvorm. Tekeningen nog leverbaar via Falconar Avia.
HM.1000 BaleritModel uit 1986, fabrieksgebouwde microlight open tweezitter,  64 pk Rotax motor met duwpropeller gemonteerd tussen de twee vleugels. Ontworpen door Mignet's zoon en neef. In gebruik bij het Franse leger.